# Chavannes-sur-Reyssouze
Pour les articles homonymes, voir Chavannes.
Chavannes-sur-Reyssouze est une commune française, située dans le département de l'Ain en région Auvergne-Rhône-Alpes.

## Géographie
Chavannes-sur-Reyssouze fait partie de la Bresse.
Le village se situe dans le val de Saône tout près de Pont-de-Vaux, non loin de la ville de Mâcon qui se trouve de l'autre côté de la Saône sur la rive droite.

### Communes limitrophes
Communes voisines
- Saint-Étienne-sur-Reyssouze ~ 2 km
- Saint-Bénigne ~ 3 km
- Arbigny ~ 5 km
- Boissey ~ 5 km
- Gorrevod ~ 6 km
- Vescours ~ 6 km
- Pont-de-Vaux ~ 6 km
- Chevroux ~ 7 km
- Sermoyer ~ 8 km
- Reyssouze ~ 8 km
- Servignat ~ 9 km
- Saint-Jean-sur-Reyssouze ~ 9 km
- Béréziat ~ 9 km
- Boz ~ 9 km
- Ozan ~ 10 km

### Hydrographie
La Voye y prend sa source.

### Climat
Pour des articles plus généraux, voir Climat d'Auvergne-Rhône-Alpes et Climat de l'Ain.
En 2010, le climat de la commune est de type climat océanique dégradé des plaines du Centre et du Nord, selon une étude du CNRS s'appuyant sur une série de données couvrant la période 1971-2000. En 2020, Météo-France publie une typologie des climats de la France métropolitaine dans laquelle la commune est exposée à un climat semi-continental et est dans la région climatique Bourgogne, vallée de la Saône, caractérisée par un bon ensoleillement (1 900 h/an), un été chaud (18,5 °C), un air sec au printemps et en été et des vents faibles.
Pour la période 1971-2000, la température annuelle moyenne est de 11,6 °C, avec une amplitude thermique annuelle de 18 °C. Le cumul annuel moyen de précipitations est de 870 mm, avec 10,6 jours de précipitations en janvier et 7,7 jours en juillet. Pour la période 1991-2020, la température moyenne annuelle observée sur la station météorologique de Météo-France la plus proche, sur la commune de Romenay à 10 km à vol d'oiseau, est de 11,8 °C et le cumul annuel moyen de précipitations est de 983,9 mm,. Pour l'avenir, les paramètres climatiques de la commune estimés pour 2050 selon différents scénarios d'émission de gaz à effet de serre sont consultables sur un site dédié publié par Météo-France en novembre 2022.

## Urbanisme

### Typologie
Au 1er janvier 2024, Chavannes-sur-Reyssouze est catégorisée commune rurale à habitat dispersé, selon la nouvelle grille communale de densité à 7 niveaux définie par l'Insee en 2022.
Elle est située hors unité urbaine. Par ailleurs la commune fait partie de l'aire d'attraction de Mâcon, dont elle est une commune de la couronne,. Cette aire, qui regroupe 105 communes, est catégorisée dans les aires de 50 000 à moins de 200 000 habitants,.

### Occupation des sols
L'occupation des sols de la commune, telle qu'elle ressort de la base de données européenne d’occupation biophysique des sols Corine Land Cover (CLC), est marquée par l'importance des territoires agricoles (92,8 % en 2018), une proportion identique à celle de 1990 (92,8 %). La répartition détaillée en 2018 est la suivante : 
prairies (40,7 %), terres arables (39,2 %), zones agricoles hétérogènes (12,8 %), forêts (7,2 %).
L'évolution de l’occupation des sols de la commune et de ses infrastructures peut être observée sur les différentes représentations cartographiques du territoire : la carte de Cassini (XVIIIe siècle), la carte d'état-major (1820-1866) et les cartes ou photos aériennes de l'IGN pour la période actuelle (1950 à aujourd'hui).

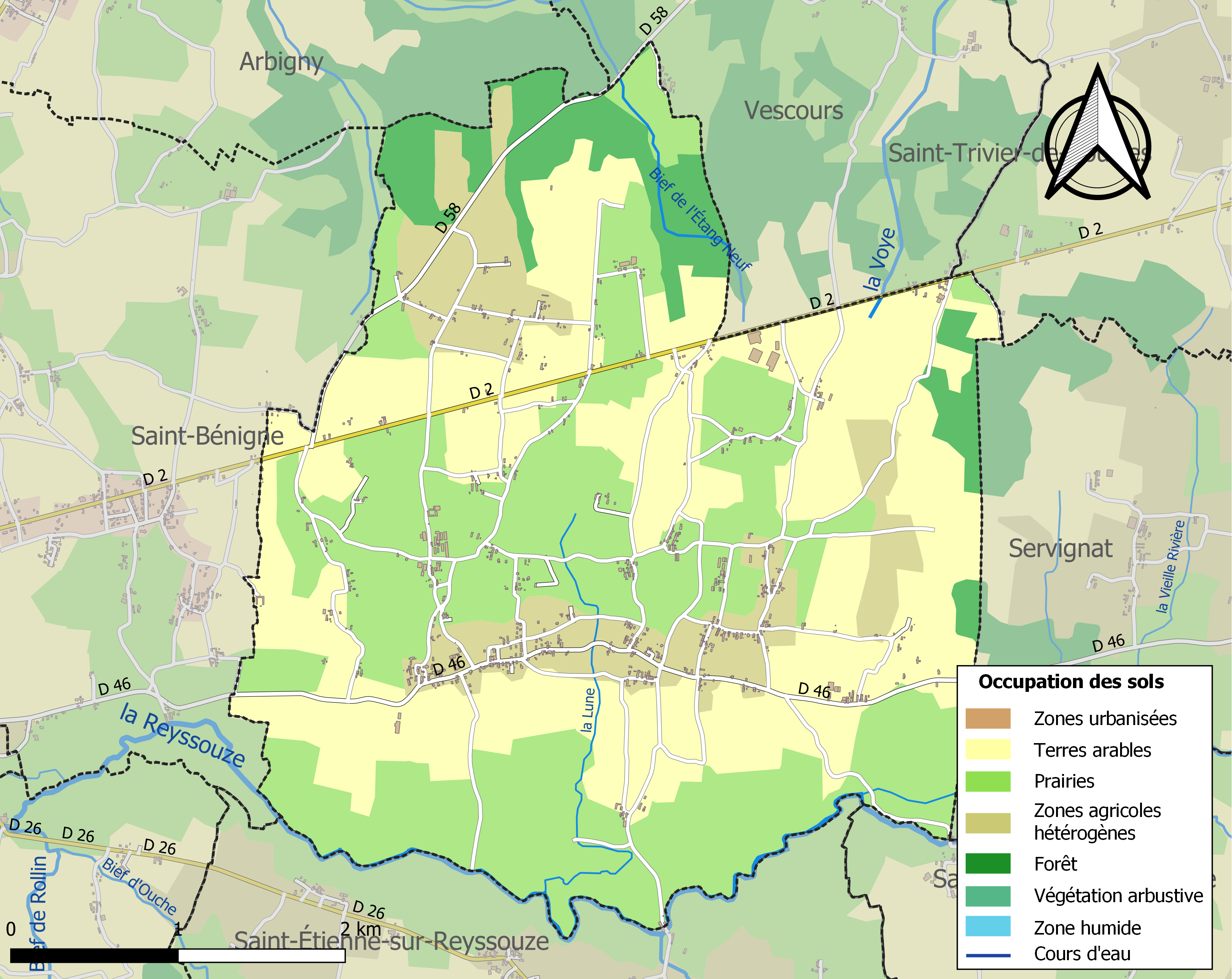
Carte des infrastructures et de l'occupation des sols de la commune en 2018 (CLC).

## Histoire
C'est une commune vallonnée de pénéplaine très marquée par l'agriculture (culture de légumes et élevage bovin).
Un château y fut construit dès le XIIe siècle. La seigneurie de Chavannes-sur-Reyssouze, en toute justice, avec château fort, fut possédée, du XIIe au XVIe siècle, par des gentilshommes du nom, puis, successivement, par les familles de Mareste, de Montsimon, d’Agrin.

### Hameaux

#### Brioude
Fief (Briod, Brioux, Briord) sans justice, avec une maison forte appelée anciennement de Bochailles, du nom des gentilshommes qui la possédaient au XIVe siècle. Leur famille s'éteignit en celle de Briord de la Serra, qui imposa son nom au vieux manoir, nom qui depuis a fléchi par adoucissement en celui de Briod, Brioud, et enfin Brioude. De la maison de Briord, cette terre passa en celle de Liatoud, par le mariage de Jacqueline de Briord avec Laurent de Liatoud, écuyer, seigneur de Monthoux, dont les descendants la possédaient à la fin du XVIIe siècle. En 1789, elle appartenait à N. Bajot.
Brioude relevait du duché de Pont-de-Vaux.

## Politique et administration

### Découpage territorial
La commune de Chavannes-sur-Reyssouze est membre de la communauté de communes Bresse et Saône, un établissement public de coopération intercommunale (EPCI) à fiscalité propre créé le 1er janvier 2017 dont le siège est à Bâgé-le-Châtel. Ce dernier est par ailleurs membre d'autres groupements intercommunaux.
Sur le plan administratif, elle est rattachée à l'arrondissement de Bourg-en-Bresse, au département de l'Ain et à la région Auvergne-Rhône-Alpes. Sur le plan électoral, elle dépend du  canton de Replonges pour l'élection des conseillers départementaux, depuis le redécoupage cantonal de 2014 entré en vigueur en 2015, et de la première circonscription de l'Ain  pour les élections législatives, depuis le dernier découpage électoral de 2010.

### Administration municipale

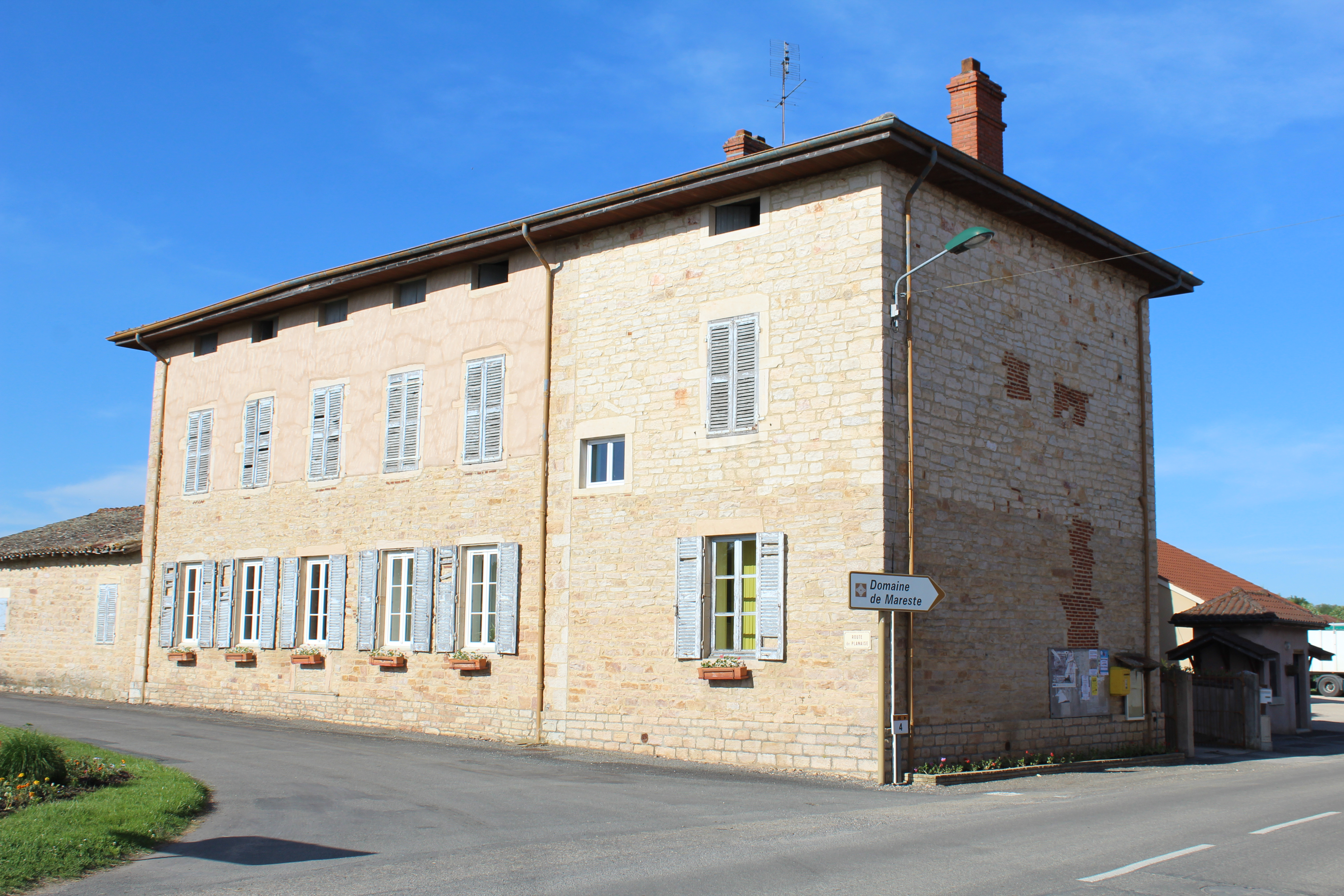
Mairie.

| Période                                  | Période   | Identité             | Étiquette | Qualité               |
| ---------------------------------------- | --------- | -------------------- | --------- | --------------------- |
| 1995                                     | 2008      | Georges Chevauchet   |           |                       |
| 2008                                     | juin 2020 | Paul Morel           |           | retraité agricole     |
| juin 2020                                | 2021      | Jean-Paul Gavand     |           | ancien employé        |
| 25 sept. 2021                            | En cours  | Mme Dominique Douard |           | Enseignante retraitée |
| Les données manquantes sont à compléter. |           |                      |           |                       |

## Démographie
L'évolution du nombre d'habitants est connue à travers les recensements de la population effectués dans la commune depuis 1793. Pour les communes de moins de 10 000 habitants, une enquête de recensement portant sur toute la population est réalisée tous les cinq ans, les populations de référence des années intermédiaires étant quant à elles estimées par interpolation ou extrapolation. Pour la commune, le premier recensement exhaustif entrant dans le cadre du nouveau dispositif a été réalisé en 2008.
En 2022, la commune comptait 746 habitants, en évolution de −0,53 % par rapport à 2016 (Ain : +5,15 %, France hors Mayotte : +2,11 %).
| 1793 | 1800  | 1806  | 1821  | 1831  | 1836  | 1841  | 1846  | 1851  |
| ---- | ----- | ----- | ----- | ----- | ----- | ----- | ----- | ----- |
| 956  | 1 005 | 1 062 | 1 182 | 1 191 | 1 192 | 1 269 | 1 231 | 1 265 |

| 1856  | 1861  | 1866  | 1872  | 1876  | 1881  | 1886  | 1891  | 1896  |
| ----- | ----- | ----- | ----- | ----- | ----- | ----- | ----- | ----- |
| 1 214 | 1 207 | 1 186 | 1 162 | 1 188 | 1 163 | 1 141 | 1 130 | 1 132 |

| 1901  | 1906  | 1911  | 1921 | 1926 | 1931 | 1936 | 1946 | 1954 |
| ----- | ----- | ----- | ---- | ---- | ---- | ---- | ---- | ---- |
| 1 116 | 1 070 | 1 058 | 945  | 963  | 981  | 955  | 846  | 779  |

| 1962 | 1968 | 1975 | 1982 | 1990 | 1999 | 2006 | 2008 | 2013 |
| ---- | ---- | ---- | ---- | ---- | ---- | ---- | ---- | ---- |
| 729  | 614  | 573  | 543  | 565  | 580  | 648  | 667  | 732  |

| 2018 | 2022 | - | - | - | - | - | - | - |
| ---- | ---- | - | - | - | - | - | - | - |
| 755  | 746  | - | - | - | - | - | - | - |

## Lieux et monuments

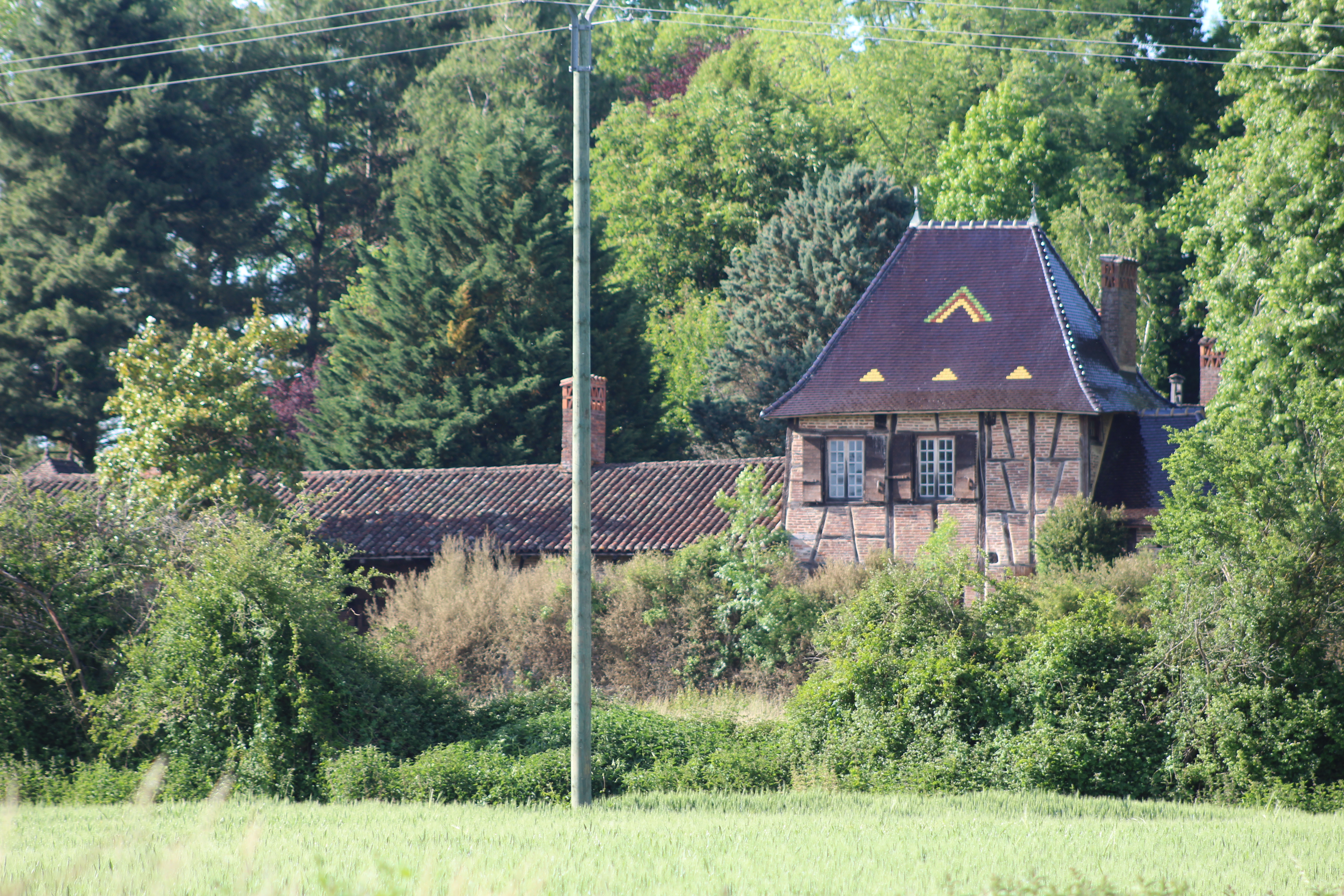
Château de Mareste.

- Le château de Mareste fait l’objet d’une inscription au titre des monuments historiques depuis le 26 septembre 1969[20].
- L'église Saint-Martin de Chavannes-sur-Reyssouze avec son clocher droit et son chevet de type roman.
- Le centre du village possède plusieurs maisons anciennes de Bresse, fort bien restaurées dans un cadre agreste et fleuri. On y retrouve le charme de la Bresse lié à la proximité de la Saône et du port de plaisance de Pont-de-Vaux.

## Personnalités liées à la commune

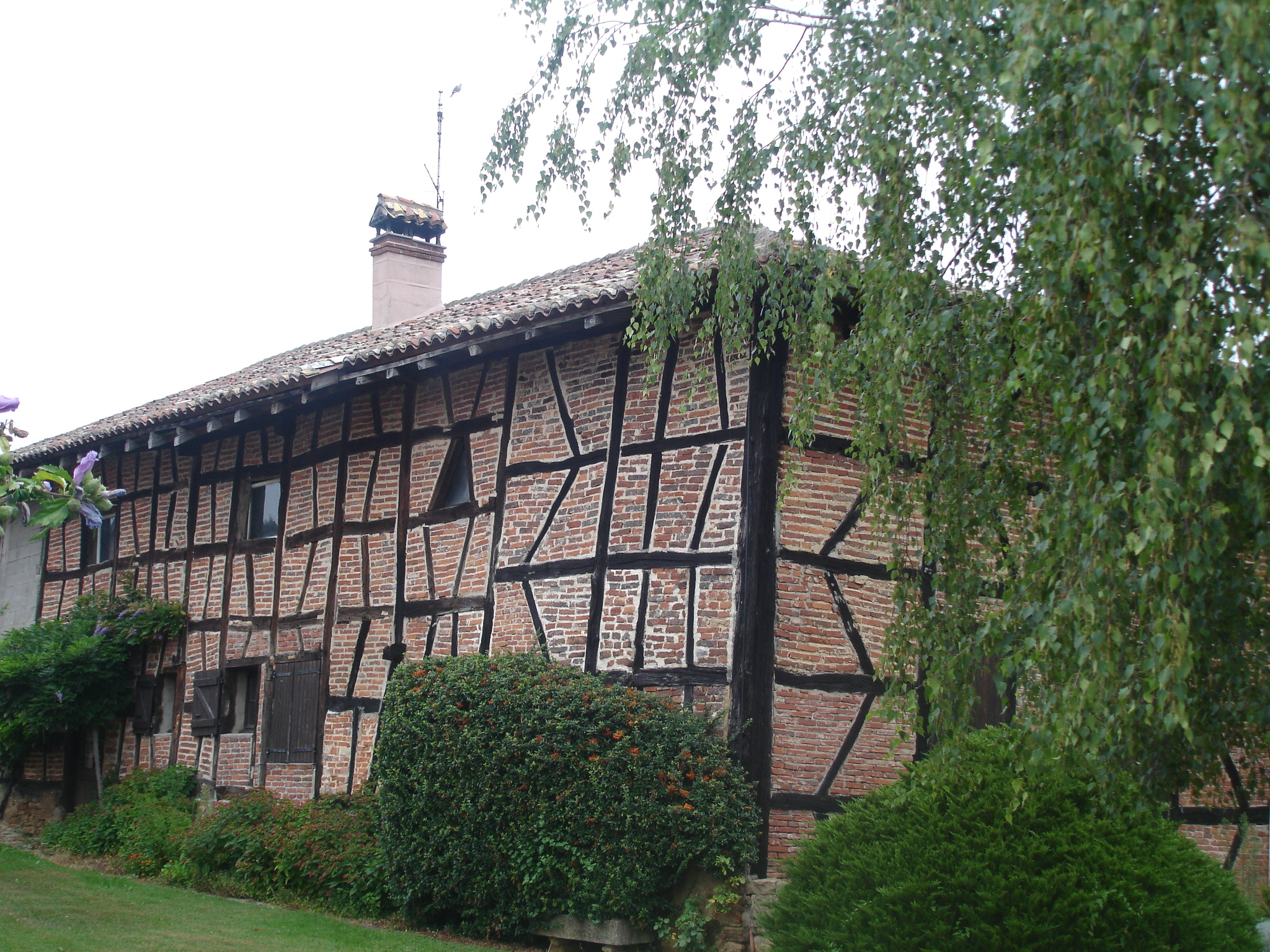
Chavannes : maison typique.

- L'écrivain Roger Vailland y fit plusieurs séjours, d'abord en 1941-42 avant d'entrer dans la Résistance où il tentait de s'isoler pour écrire et où il commença effectivement un essai intitulé Marat-Marat, ouvrage resté inachevé qui parut en 1995 aux éditions Le Temps des cerises avec un important commentaire de deux des meilleurs connaisseurs de Roger Vailland, René Ballet et Christian Petr. Il s’installe ainsi en juin 1942, sur le conseil d’un ami, au château Marion, un peu à l’écart du village de Chavannes-sur-Reyssouze. Pendant la Résistance, à un moment où il était en grand danger, ayant perdu le contact avec son réseau dont beaucoup de membres venaient d'être arrêtés, Vailland vint se réfugier de nouveau à Chavannes où il termina son roman Drôle de jeu qui allait faire de lui un écrivain connu et lui valut en 1945 de recevoir le prix Interallié. Le 28 septembre 1945, Roger Vailland écrit dans le journal Action un article dans lequel il est question de Chavannes-sur-Reyssouze[21]. Il y parle de la politique au village, de la vie des villageois et de l'évolution de leurs mentalités au lendemain de la guerre, de l'importance du poulet de Bresse dans l'économie locale et des difficultés de la coopérative.
- Henri Malin (1912-2003), officier de la 2e DB, Compagnon de la libération, est né dans la commune.